# Sinophasma curvatum
Sinophasma curvatum är en insektsart som beskrevs av Chen, S.C. och Yun He He 1994. Sinophasma curvatum ingår i släktet Sinophasma och familjen Diapheromeridae. Inga underarter finns listade i Catalogue of Life.